# Barrandov Studios

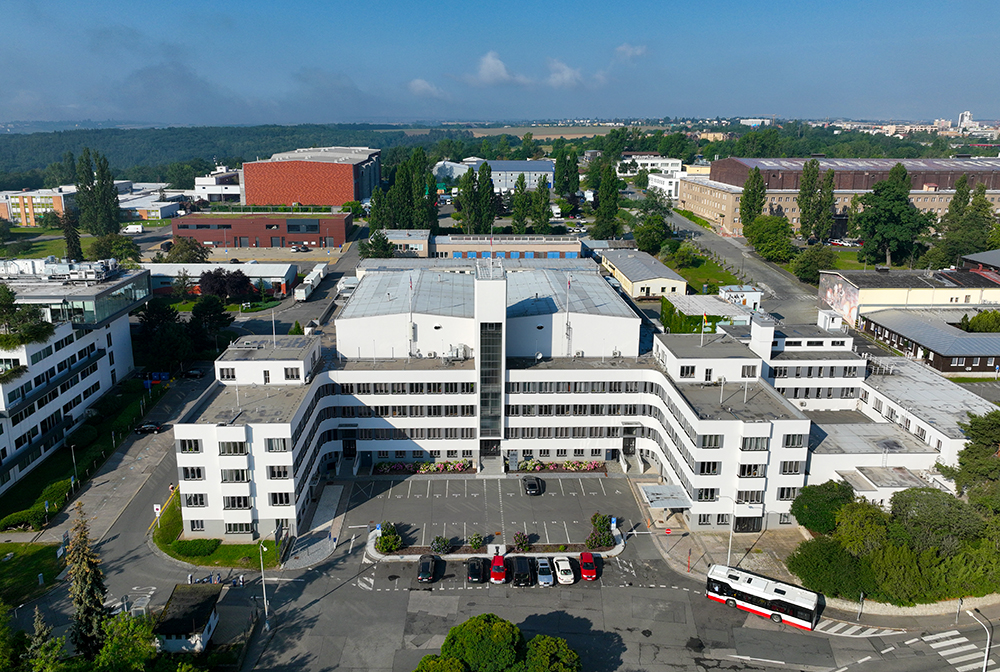
Edifício principal da Barrandov Studios.

A Barrandov Studios é um famoso conjunto de estúdios de cinema localizado em Praga, na Chéquia, e um dos maiores e mais importantes da Europa. Os estúdios foram inaugurados em 1931 e o primeiro filme a ser rodado foi Vrazda v Ostrovni ulici (1933). Desde então, mais de 2500 filmes nacionais e internacionais foram rodados.
Conhecida como a "Hollywood da Europa" ou o "Hollywood do Oriente", a Barrandov Studios já recebeu produções como Missão Impossível, A Identidade Bourne, Casino Royale ou As Crónicas de Nárnia: Príncipe Caspian.

## Principais Filmes
Alguns dos filmes de sucesso produzidos e distribuídos pela Barrandov Studios ao longo de sua existência:
- Tatranská romance (1935)
- Kleider machen Leute (1940) - produzido durante a ocupação nazi[4]
- Vesna (1947)
- Limonádový Joe aneb Koňská opera (1964)
- Obchod na korze (1965)
- Lásky jedné plavovlásky (1965)
- Ostře sledované vlaky (1966)
- Sedmikrásky (1966)
- Marketa Lazarová (1967)
- Hoří, má panenko (1967)
- The Last Act of Martin Weston (1970)
- Kladivo na čarodějnice (1970)
- Tři oříšky pro Popelku (1973)
- Adéla ještě nevečeřela (1977)
- Yentl (1983)
- Amadeus (1984)
- Vesničko má středisková (1985)
- Bitva za Moskvu (1985)
- Boris Godunov (1986)
- Kafka (1991)
- Obecná škola (1991)
- The Young Indiana Jones Chronicles (1992)
- Stalingrado (1993)
- Immortal Beloved (1994)
- Underground (1995)
- Kolja (1996)
- Missão Impossível (1996)
- Sibirskiy tsiryulnik (1998)
- Dungeons & Dragons (2000)
- A Knight's Tale (2001)
- From Hell (2001)
- The Bourne Identity (2002)
- Blade II (2002)
- Hitler: The Rise of Evil (2003)
- Alien vs. Predador (2004)
- Van Helsing (2004)
- Eurotrip (2004)
- Oliver Twist (2005)
- The Brothers Grimm (2005)
- The Chronicles of Narnia: The Lion, the Witch and the Wardrobe (2005)
- Tristan & Isolde (2006)
- Casino Royale (2006)
- Faust (2011)
- Borgia (2011-2014)
- En kongelig affære (2012)
- Hypnotisören (2012)
- Snowpiercer (2013)
- Tribes of Europa (2021)
- The Wheel of Time (2021)